# Gonatocerus fulvipodus
Gonatocerus fulvipodus är en stekelart som beskrevs av Subba Rao 1989. Gonatocerus fulvipodus ingår i släktet Gonatocerus och familjen dvärgsteklar. Inga underarter finns listade i Catalogue of Life.